# Bataille de Gao (2012)
Pour les articles homonymes, voir Bataille de Gao.
Guerre du Mali
Batailles
La première bataille de Gao a lieu du 26 au 28 juin 2012 lors de la guerre du Mali. Elle oppose les rebelles touaregs du MNLA aux djihadistes du MUJAO et d'AQMI pour le contrôle de la ville de Gao.

## Contexte
Les rebelles touaregs, qui ont démarré leur offensive en janvier 2012, ont conquis le territoire de l'Azawad qu'ils déclarent indépendant le 6 avril. Mouvement laïc et indépendantiste, il s'oppose dès le mois d'avril de plus en plus fréquemment avec les groupes islamistes qui souhaitent poursuivre la conquête de tout le Mali et mettre en place la charia. Mais selon les déclarations d'un habitant, le MNLA manquait de moyens suffisants pour s'imposer comme le maître de la ville contrairement au Mujao. 

## Forces en présence
Les forces en présence ne sont pas connues avec précision. À la fin du mois de mai 2012, le MNLA affirme disposer de 1 500 à 2 000 hommes à Gao et dans ses environs, cependant le mouvement reconnaît que plusieurs centaines de ses combattants ont déserté pour rejoindre Ansar Dine, attirés par les moyens financiers du mouvement, et par la personnalité de son chef, Iyad Ag Ghali. Vers fin mars ou début avril, des journalistes français d'Enquête exclusive parviennent à entrer à Gao avec l'aide du MNLA, ils notent que le mouvement contrôle l'aéroport de Gao et le gouvernorat mais que la ville est essentiellement tenue par les islamistes qui forment la plupart des patrouilles. Concernant le nombre des combattants, ils constatent initialement la présence d'une cinquantaine d'hommes à l'aéroport, par la suite 300 se rassemblent avec des pick-up, un BM-21 et un BRDM-2. Aucun avion ne se trouve à l'aéroport, juste un hélicoptère Mil Mi-24 endommagé et inutilisable. Quant au gouvernorat, il est tenu par une centaine d'hommes. 
À la mi-juin 2012, Intallah Ag Assai, un colonel du MNLA affirme que l'aéroport leur sert de base où sont entreposés leurs armes et leur équipement, plus de la moitié de leur matériel est constitué de prises de guerre sur l'armée malienne. Selon lui le MNLA dispose de 30 chars en état de marche et 10 autres en réparation ainsi qu'un hélicoptère, le nombre de ses combattants est de 2 000, dont cependant la moitié reconnaît-il, sont des jeunes recrues encore inexpérimentées.
Selon Laurent Touchard, 11 chars PT-76 ont été capturés à Gao, soit un escadron complet du 35e Régiment blindé, les autres « chars » sont en réalité des blindés BRDM-2 et BTR-60. D'ailleurs l'armée malienne ne disposait que de 18 chars de ce type au début du conflit. À la mi-juin 2012, un observateur de France 24 constate que 11 chars PT-76 sont aux mains du MNLA. 
Les forces des djihadistes sont encore moins connues. Gao est essentiellement occupée par le MUJAO, le mouvement dispose au total de 500  à   1 000 combattants, concentrée essentiellement dans la région de Gao. Des combattants d'Ansar Dine sont également présents, ainsi qu'un contingent d'une centaine d'hommes de Boko Haram et une des cinq katiba d'AQMI ; la katiba Al-Mouthalimin, commandée par Mokhtar Belmokhtar. C'est d'ailleurs Mokhtar Belmokhtar qui dirige l'assaut sur les positions du MNLA lors de la bataille,,.

## Déroulement des combats

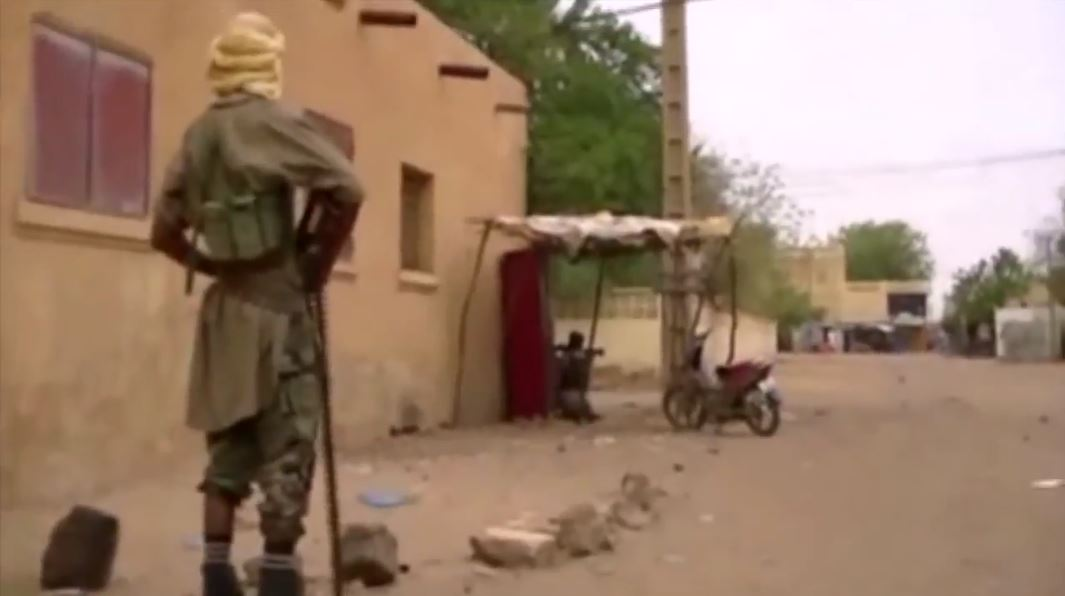
Des djihadistes lors des combats dans les rues de Gao.

Le 25 juin 2012, à Gao, un élu local et enseignant de la ville, Idrissa Oumarou est abattu à bout portant par des inconnus à moto. Ce meurtre provoque la colère de la population, et le lendemain des centaines de personnes manifestent en ville. La colère de la population accablée par les privations régulières d'eau et d'électricité et par l'insécurité, se tourne bientôt contre les indépendantistes du MNLA. Selon des témoignages les drapeaux du Mujao se mélangent aux drapeaux maliens lors de la manifestation. Lorsque les manifestants arrivent près du gouvernorat, des coups de feu éclatent. Des hommes du MNLA ouvrent le feu pour disperser les émeutiers, un ou deux manifestants sont tués et au moins 12 à 14 autres sont blessées,.
Le 27 juin, des combats éclatent à Gao durant la matinée entre le MNLA d'une part, et les islamistes du MUJAO et d'AQMI d'autre part. Selon le journaliste mauritanien Lemine Ould Mohamed Salem, les djihadistes exigent que l'auteur des tirs mortels contre les manifestants soit jugé selon la charia, ce que le MNLA refuse. Tandis que d'après le communiqué de Mokhtar Belmokhtar, les incidents commencent lorsque les hommes du MNLA arrêtent un véhicule des Moudjahidines. Les deux groupes se disputent, puis un coup de feu retentit, un djihadiste est tué par un tireur posté sur les toits. 
Rapidement les djihadistes envoient des renforts et encerclent le siège du gouvernorat, devenu QG du MNLA. Ils attaquent également  les bâtiments de la Poste et le Tribunal de la ville, tenu par les rebelles touaregs. Bilal Ag Acherif, secrétaire général du MNLA et président du Conseil transitoire de l'État de l'Azawad est lui-même blessé, et évacué au Burkina Faso alors qu'il était dans son QG. Les islamistes auraient ensuite vidé et pillé le quartier général du MNLA. Bilal Ag Acherif qui était dans le QG lors de l'attaque a essuyé plusieurs tirs provenant des islamistes et a réussi à s'enfuir en escaladant le mur du gouvernorat avec l’aide d’un combattant du MNLA. Les islamistes qui était préoccupés à prendre le contrôle du QG n'ont pas vu Bilal se sauver. Un avion militaire burkinabé évacuera ainsi le chef du mouvement touareg. Mais d'après le Burkina Faso, Ag Acherif se serait blessé à la suite d'un simple accident de voiture.
La bataille se termine finalement après cinq heures de combats où les touaregs du MLNA sont chassés de la ville par les islamistes et le MUJAO soutenu par AQMI y prend le contrôle total. Le MNLA reconnait sa défaite, il quitte la ville notamment le camp militaire situé à l'entrée de Gao mais il affirme n'avoir perdu qu'une bataille et non la guerre,.
Selon un habitant de la ville, « Gao est aux mains du Mujao maintenant. Ils n’ont pas encore fait flotter le drapeau sur le gouvernorat mais ils ont enlevé le drapeau du MNLA. La situation est un peu dramatique parce que de l’artère du gouvernorat jusqu’au niveau du commissariat, il y a des cadavres qui jonchent la route. Je ne peux pas exactement dire combien il y a eu de morts ». La défaite du MNLA est accueillie avec enthousiasme par de nombreux habitants de Gao.
Le soir du 27 juin, les forces djiadistes font mouvement vers l'aéroport de Gao, base principale du MNLA, situé en dehors de la ville. Les islamistes bombardent également les indépendantistes à Goro Gousso, avec de l'artillerie lourde et des RPG. Les hommes du MNLA ne répliquent qu'en tirant un missile qui tombe dans la ville sans faire de dégât. Dans la nuit du 27 au 28, des affrontements ont lieu aux environs de l'aéroport. Les combats se poursuivent le 28 dans la matinée, avant de cesser à la suite de très fortes pluies.

## Pourparlers
Par la suite, des pourparlers semblent avoir été engagés entre le MNLA et les islamistes. Le 28 juin, Iyad Ag Ghali, émir d'Ansar Dine arrive à Gao à la tête de 60 véhicules et plusieurs centaines d'hommes. Le 30, il sort de la ville et rencontre trois officiers du MNLA ; les colonels Machkanani, Ntala et Salat. Un cessez-le-feu est conclu. 
Le 2 juillet, Mokhtar Belmokhtar, émir de la katiba Al-Mouthalimin (Les enturbannés), d'AQMI, publie un communiqué afin d'éclaircir « certains points importants des derniers accrochages entre les moudjahidines et le MNLA. ». Il affirme avoir autorisé les combattants du MNLA retranchés dans l'aéroport à se retirer. Il déclare également qu'il ne se considère pas comme étant en état de guerre avec le MNLA et appelle à l'apaisement.
Le 3 juillet, le porte-parole du MUJAO, Adnane Abou Walid Al-Sahraoui, annonce la libération de 25 combattants du MNLA, dont plusieurs blessés. Selon lui ces libérations ont été faites à la demande d'Iyad Ag Ghali, dans une volonté d'apaisement avec le MNLA.

## Pertes
Selon les premiers témoignages d'habitants à l'AFP, au moins 21 personnes sont tuées lors des combats du 27 juin. Un journaliste local affirme avoir vu onze morts du MNLA dans le quartier de Djoulabougou. D'autres témoins évoquent au moins dix autres morts sur la route entre centre-ville et l'aéroport.
Le 27 juin, le jour même du combat, Abou Daoud, membre du MUJAO, est contacté par l'Agence de Presse mauritanienne Sahara Media. Selon lui, les pertes du MNLA sont de 5 morts, 6 blessés et 20 prisonniers. Parmi les morts figurent deux officiers ; Bouna Ag Teyib et le colonel Ag Guiyou. Il indique également que cinq véhicules du MNLA ont été capturés et qu'un de leurs chars a été détruit. Il précise qu'au moment de sa déclaration, les forces du MUJAO progressent vers l'aéroport de Gao. D'après lui, les pertes du MUJAO ne sont que de quatre blessés.
De son côté, Adnane Abou Walid Al-Sahraoui, porte-parole du MUJAO, déclare que 40 hommes du MNLA ont été faits prisonniers par les djihadistes.
Le 27 toujours, un responsable de l'hôpital de Gao affirme avoir reçu trois morts et quatorze blessés, tous du MUJAO.
Le lendemain, Abou Daoud, de nouveau contacté par l'Agence Sahara Media, déclare que les pertes du MUJAO sont d'un mort et quatre blessés. Cependant un autre combattant contacté par cette même agence déclare que trois djihadistes ont été tués, dont deux Fulani (Peuls) et un Touareg.
Le 28 également, le Comité international de la Croix-Rouge déclare que 41 personnes blessées ont été prises en charge par l'hôpital de Gao. 
Le 29 juin, interviewé par Le Temps d'Algérie, le porte-parole du MNLA, Hama Ag Sid' Ahmed, déclare que les pertes des forces de son mouvement sont d'un tué et plusieurs blessés graves le 26 juin et deux morts et quatre blessés le 27 juin. Il affirme également que les pertes du MUJAO sont de 7 morts et 14 blessés.
Le même jour, selon un communiqué officiel du MNLA publié par Moussa Ag Assarid, chargé de l'information et de la communication du mouvement indépendantiste, le bilan des combats est de 4 morts et 10 blessés pour le MNLA contre plusieurs dizaines de morts pour le MUJAO et AQMI dont Moktar Belmoktar.
Cependant selon le témoignage anonyme d'un des combattants du MNLA les pertes des Indépendantistes seraient plus lourdes. Celui-ci déclare : « Il y a eu au moins vingt morts dans nos rangs et de nombreux blessés, dont notre secrétaire général Bilal Ag Achérif. Nous avons perdu beaucoup d’armes et de munitions dans les positions que nous avons abandonnées à Gao et Tombouctou. Nous n’avons plus aucun relai dans ces deux villes. »
Selon le journal ivoirien Abidjan Direct 35 corps sont également découverts au camp de Gao, dont ceux de 33 combattants du MNLA, ainsi que 2 civils.
Le 30 juin, un médecin de Gao contacté par l'AFP déclare : « Il y a eu au moins 35 morts, ça c'est sûr. Dans des poches de trois combattants tués, on a retrouvé des cartes d'identité nigériennes » mais il précise « qu'on n'avait pas compté ceux qui sont tombés dans le fleuve Niger et les blessés qui sont morts par la suite ».
Selon le communiqué du 2 juillet de Belmokhtar, au moins deux combattants d'AQMI ont été tués le 27 juin, lors des combats près du gouvernorat et plusieurs des combattants du MNLA qui défendaient le bâtiment ont été faits prisonniers, d'autres sont parvenus à s'enfuir vers l'aéroport. Il affirme que les prisonniers ont été traités « convenablement ».
En octobre 2012, le commandant jihadiste Omar Ould Hamaha affirme que 67 victimes ont été recensées à Gao dans les rangs du MNLA.

## Départ du MNLA de Tombouctou
Après ces combats face aux islamistes du MUJAO et d'AQMI, les forces touaregs du MNLA quittent la ville de Tombouctou après un ultimatum du groupe islamiste d'Ansar Dine. Mais selon Attay Ag Mohamed, le porte-parole des troupes du MNLA, les combattants du MNLA ont quitté la ville à la suite d'un repli stratégique et non pas à la suite de l'ultimatum d'Ansar Dine. « Nous avons quitté nos positions dans le cercle de Tombouctou, mais nous restons dans la région. Certes, on a reçu un message de la part d’Ansar Dine qui voulait que l’on quitte nos positions. Cependant, on avait reçu, un peu plus tôt, un appel de l'état-major général du MNLA qui, lui aussi, nous demandait de partir. On a donc préféré ne pas aller à l’affrontement tout de suite. On a décidé de reculer sur des positions stratégiques afin d’être bien préparés pour un affrontement ».
Sanda Ould Boumana qui est le représentant d'Ansar Dine à Tombouctou affirme cependant qu'ils ont quitté la ville comme ça avant la fin de l'ultimatum lancé par Ansar Dine le lendemain après les combats à Gao vers 17 heures en quittant les positions qu'ils occupaient en périphérie de la ville, notamment à l'aéroport, et au niveau du bac qui traverse le fleuve Niger.